# Coast—Capilano
Pour les articles homonymes, voir Capilano.
Coast—Capilano est une ancienne circonscription électorale fédérale de la Colombie-Britannique, représentée de 1949 à 1968.
Créée en 1947 d'une partie de Vancouver-Nord, la circonscription de Coast—Capilano est abolie en 1966, redistribuée parmi Burnaby—Seymour, Capilano et Coast Chilcotin.

## Géographie
En 1947, la circonscription de Coast—Capilano comprenait :
- La partie nord de la grande région de Vancouver, incluant les villes de West Vancouver et de North Vancouver et la plupart du territoire de l'ancienne circonscription de Comox—Atlin sur la Sunshine Coast

## Députés
1. 1949-1958 — James Sinclair, PLC
2. 1958-1962 — William H. Payne, PC
3. 1962-1968 — Jack Davis, PLC

- PC = Parti progressiste-conservateur
- PLC = Parti libéral du Canada